# クリスティアン・タナセ
クリスティアン・タナセ（Cristian Tănase, 1987年2月18日 - ）は、ルーマニア・ピテシュティ出身の元サッカー選手。現役時代のポジションはFW、MF。アドリアン・ムトゥに例えられる才能の持ち主。

## 来歴
FCアルジェシュ・ピテシュティにてデビューを飾り、注目を集める。2008年にはルーマニア代表にも招集。2009年にFCステアウア・ブカレストへ移籍するが、当初は女性問題や名門ステアウアでのプレッシャーに苦しみ、精彩を欠いた。ヴィクトル・ピツルカ監督就任後、攻撃陣の中心として再生しつつある。2016年7月22日、スュペル・リグのスィヴァススポルからフリートランスファーでカルデミル・カラビュックスポルに加入し、2年契約を結んだことが発表された。2018年1月、FCステアウア・ブカレストへ6か月間の契約で復帰した。2018年7月、エスキシェヒルスポルへ2年契約で加入した。

## タイトル
アルジェシュ・ピテシュティ
- リーガ2 : 2007-08

 ステアウア・ブカレスト
- リーガ1 : 2012-13, 2013-14, 2014-15
- クパ・ロムニエイ : 2010-11, 2014-15
- スーペルクパ・ロムニエイ : 2013
- クパ・リギー : 2014-15